# Bistum Borgå
Das Bistum Borgå (auf Schwedisch Borgå stift und auf Finnisch Porvoon hiippakunta) ist eines von neun Bistümern der evangelisch-lutherischen Kirche Finnlands. Bischofssitz ist der Dom von Borgå (finnisch Porvoo). Das Bistum Borgå umfasst die schwedischsprachigen Gemeinden und Gemeinden mit schwedischsprachiger Majorität in Finnland sowie die Deutsche Evangelisch-Lutherische Gemeinde in Finnland.

## Geschichte
Das ursprüngliche Bistum mit Sitz in Borgå/Porvoo wurde 1923 in das Bistum Tampere umgewandelt. Das ermöglichte es, dem Wunsch der Finnlandschweden nach einem eigenen Bistum zu entsprechen.

## Bischöfe
1. Max von Bonsdorff, 1923–1954
2. Georg Olof Rosenqvist, 1954–1961
3. Karl-Erik Forssell, 1961–1970
4. John Vikström, 1970–1982
5. Erik Vikström, 1983–2006
6. Gustav Björkstrand, 2006–2009[4]
7. Björn Vikström, 2009–2019
8. Bo-Göran Åstrand, 2019–

## Gliederung

Karte der Propsteien und Gemeinden des Bistums Borgå (2020)

Das Bistum Borgå ist in neun Propsteien mit 49 Gemeinden gegliedert.
| Name                | Anzahl Gemeinden |
| ------------------- | ---------------- |
| 1. Dompropstei      | 3                |
| 2. Helsingfors      | 05 1             |
| 3. Mellersta Nyland | 05 2             |
| 4. Raseborg         | 5                |
| 5. Åboland          | 3                |
| 6. Åland            | 100              |
| 7. Närpes           | 3                |
| 8. Korsholm         | 9                |
| 9. Pedersöre        | 6                |